# Odai, Jașkiv
Odai (în ucraineană Одай) este un sat în comuna Hîjnea din raionul Jașkiv, regiunea Cerkasî, Ucraina.

## Demografie
Componența lingvistică a localității Odai
     Ucraineană (99,35%)
     Alte limbi (0,65%)
Conform recensământului din 2001, majoritatea populației localității Odai era vorbitoare de ucraineană (99,35%), existând în minoritate și vorbitori de alte limbi.